# Eudonia leucophthalma
Eudonia leucophthalma là một loài bướm đêm trong họ Crambidae.